# Emory Remington
Emory Brace Remington (Rochester (New York), 22 december 1892 – 10 december 1979) was een Amerikaanse jazztrombonist.

## Biografie
Emory Remington begon zijn muzikale studies in het jongenskoor van een bisschoppelijke kerk. Zijn vader Fred Remington, een koperinstructeur die cornet en trompet speelde, verraste de jonge Emory op 14-jarige leeftijd met een trombone. Op 17-jarige leeftijd was hij lid (en regelmatig solist) bij de Rochester Park Band. In 1917 trad Remington toe tot de Amerikaanse marine en werd hij toegewezen aan het orkest op een trainingsstation in de buurt van Chicago. Een van zijn maatjes in het Navy-orkest was komiek/violist Jack Benny.
Na zijn terugkeer uit de marine trad Remington toe tot het Eastman Theatre Orchestra in Rochester en werd hij ook faculteitslid aan de Eastman School of Music in 1922. Hij zou daar de rest van zijn leven bij de faculteit blijven. Als trombonedocent was hij liefdevol bekend bij zijn studenten als The Chief. Hij ontwikkelde een systeem van legato opwarmoefeningen (nu vereeuwigd door Donald Hunsberger in zijn boek The Remington Warm-Up Studies (ISBN 0-918194-10-5)), die tot op heden grote invloed hebben gehad op het oefenen van trombone. 
Remington was dol op zingen en tijdens zijn lessen zong hij mee met de trombonesound van de student. Hij moedigde zijn studenten ook aan om naar muziek te zoeken die buiten de gebruikelijke literatuur voor trombone viel, met name muziek die de zangkenmerken van hun trombonespel zou verbeteren. Zijn nadruk, hetzij in warming-up of in de praktijk, lag op ontspanning en spelen op een gemoedelijke en zingende manier. Dit was heel anders dan de meer traditionele trombonemethoden uit die tijd die zich richtten op meer marcato en geregimenteerde technische studies zoals de Arban-methode.
Een andere bijdrage van Remington was het Eastman Trombone Choir. Een groot ensemble van trombonisten zou samenkomen om muziek te spelen, geschreven voor meerdere trombones of getranscribeerd uit andere bronnen, zoals het chorale van Johann Sebastian Bach. Het scheiden van de verschillende muzikale delen (d.w.z. SATB: sopraan, alt, tenor, bas) in secties van trombonisten en het omzetten van de muziek in de juiste registers voor de trombone. Remington moedigde zijn studenten aan om muziek voor dit ensemble te transcriberen en verzamelde er een grote bibliotheek van nieuwe werken voor. De muziek van J.S. Bach werd de ruggengraat van het ensemble. Remington gebruikte deze geweldige muziek als hulpmiddel om zijn studenten te trainen in de kunst van het ensemble. Ralph Sauer heeft een goede reputatie opgebouwd met zijn prachtige transcripties van de muziek van Bach. De transcriptie van Donald Hunsberger van Passacaglia en Fuga van Bach wordt beschouwd als een van de eerste van de grote Bach-transcripties.
Geselecteerde secties van zijn methode omvatten oefeningen die zijn ontworpen rond aanhoudende lange tonen, veiligheid in het hoge register, legato spraak, flexibiliteit en slepende spraak en patroonschalen (waardoor een trombonist even bekwaam zou worden in alle toetsen). In 1954 voltooide Remington het werk in samenwerking met C.G. Conn Ltd. bij de ontwikkeling van de C.G. Conn 88H tenortrombone. De unieke klankkleur en het dynamische bereik van het instrument hebben het populair gemaakt onder trombonisten en hebben bijgedragen aan de continue productie vanaf het debuut in 1954 tot heden. Conn produceerde ook een Remington tenortrombone mondstuk dat verkrijgbaar was in een zilveren of gouden plaat. Remington moedigde zijn eerstejaarsstudenten aan om over te schakelen op dit mondstuk, omdat het met een matige inspanning een mooi helder geluid produceerde. Het effect van de 88H in combinatie met het Remington-mondstuk produceerde een zeer uniform geluid in het trombone-koor en de trombonesecties in de grote ensembles. Naarmate de studenten vorderden, zouden ze worden aangemoedigd om naar andere mondstukken over te schakelen om hun geluiden te verfijnen, afhankelijk van de uitvoeringsomstandigheden.
Remington gaf 49 jaar les aan de Eastman School en gaf les aan talloze studenten, van wie sommigen tot de beste trombonisten in de geschiedenis behoren. Hij overleed op 10 december 1971. Op 20 oktober 1979 werd kamer 902 aan de Eastman School of Music formeel de Emory B. Remington oefenruimte genoemd. Remington (band) is vernoemd naar de zoon van Remington, David Remington (1926-2007).

## Overlijden
Emory Remington overleed in december 1979 op 87-jarige leeftijd.

## Remingtons effecten
Trombonisten die studeerden bij Emory Remington:
- Larry Campbell - United States Coast Guard Band (Ret.) en Louisiana State University (Ret.)
- James DeSano - Cleveland Orchestra, Oberlin Conservatory
- Ralph Sauer - Los Angeles Philharmonic, Toronto Symphony
- Roger Bobo - Rochester Philharmonic, Royal Concertgebouw, Los Angeles Philharmonic (Bobo studeerde kort met Remington at Eastman)
- Herbert (Sonny) Ausman - Los Angeles Philharmonic, opnametechnicus
- Edwin Anderson - Cleveland Orchestra, Indiana University
- Robert Gray - University of Illinois
- Ernest Lyon - University of Louisville
- Terry Cravens - University of Southern California
- Charles Baker - New Jersey Symphony Orchestra
- Gordon Cherry - Vancouver Symphony Orchestra, CBC Radio Orchestra, University of British Columbia, National Arts Center Orchestra, Cherry Classics Music publishing
- Gregory Cox - Vancouver Symphony Orchestra, CBC Radio Orchestra, North Carolina Symphony, Eastern Music Festival
- Gordon Pulis - New York Philharmonic, Philadelphia Orchestra, Toronto Symphony, Metropolitan Opera Orchestra
- Donald Knaub - Rochester Philharmonic, Eastman School of Music faculty, Professor of Trombone at University of Texas at Austin
- Dr. Irvin Wagner - Oklahoma City Philharmonic, University of Oklahoma
- Dr. Richard Fote - Crane School of Music of SUNY Potsdam, State College Fredonia New York, Erie Symphony PA
- Byron McCulloh - Pittsburgh Symphony
- George Osborn - Rochester Philharmonic, faculteit Eastman School of Music
- Bill Harris - Syracuse Symphony
- Fred Boyd - South Carolina Philharmonic, privé Low Brass docent
- Doug Courtright - Syracuse Symphony
- Art Linsner - Chicago Freelance bastrombonist
- Tony Dechario - Rochester Philharmonic
- William McCauley - componist, dirigent, arrangeur, Director Seneca College, North York Symphony Orchestra dirigent
- Kenneth Knowles - Memorial University of Newfoundland, Canada
- Dave Richey - Rochester Philharmonic
- Raymond Premru - Philharmonia Orchestra (London), Oberlin Conservatory
- Harold Steiman - Pittsburgh Symphony
- Bernie Pressler - Ball State University
- Hal Janks - Metropolitan Opera Orchestra
- Richard Myers - Buffalo Philharmonic
- Dennis Good - Nashville Symphony Orchestra
- Dr. Russ Schultz - Memphis Symphony Orchestra, Central Washington University, Dean of Fine arts at Lamar University
- Lewis Van Haney - New York Philharmonic, Indiana University
- Elwood Williams - San Francisco Ballet, Williams Music Publishing
- Bill Reichenbach Jr. - Los Angeles studio trombonist, solist, arrangeur, componist
- Anne Witherell - privé trombone docent
- Robert Boyd - Cleveland Orchestra
- Dr. Donald Hunsberger - Eastman Wind Ensemble muziek regisseur
- David Fetter - Baltimore Symphony, Cleveland Orchestra, Peabody Conservatory
- James E. Pugh - New York recording artiest, University of Illinois
- Robert Marsteller - Los Angeles Philharmonic, U. of Southern California
- J. Richard Raum - Regina Symphony Orchestra, University of Regina
- Dr. Neill Humfeld - East Texas State University
- Gary Greenhoe - Milwaukee Symphony Orchestra, fabrikant: Greenhoe trombones
- Norm Wilcox - arrangeur en eerste trombonist van de Finger Lakes Orchestra, Elmira Orchestra
- Rick Starnes - Dirigent, Birmingham Community Concert Band
- Douglas Burden - National Arts Centre Orchestra, McGill University, Ottawa University, Capital Brass
- Audrey Morrison - solist, freelance artiest
- Robert E. Moran - United States Navy Dance Band, Monroe County (NY) Parks Band, Union Musician, RCSD Music Teacher
- William Peter Kline - Geeft les in muziektheorie, muziekwaardering, low brass en leidt het koperensemble aan het San Antonio College
- Howard Scheib - California Army National Guard 59th Army Band, U. S. Army Reserve 91st Division Band (retired)
- Edward Erwin - New York Philharmonic, met pensioen.
- Henry Romersa - voormalig Peabody College, oprichter International Trombone Workshop (nu Festival)
- Dr. William Runyan - musicoloog, dirigent en low brass docent in Colorado
- Jim Willis - Author, Professor of Low Brass at Daytona Beach College
- Stephen Kohlbacher - San Francisco Bay Area freelance tenor trombonist
- David Kanter - Symphony of the Potomac
- Reginald Fink - Oklahoma City Symphony, Assistant Professor West Virginia University, Ithaca College, Ohio University
- Donald Miller - Buffalo Philharmonic
- Janice Robinson - jazz trombonist, trad op met vele beroemde bigbands
- Dorothy Ziegler - National Symphony Orchestra, St. Louis Symphony, Indiana University
- Wesley Hanson - Ball State University

- Bibsys: 3095509
- International Standard Name Identifier: 0000 0000 2689 7152
- Library of Congress Control Number: n87819106
- Nederlandse Thesaurus van Auteursnamen: 136550509
- Virtual International Authority File: 43359538
- WorldCat: E39PBJwMG8M3V7mFCHTPFyM773